# Liste der Einträge im National Register of Historic Places im San Jacinto County
Die Liste der Registered Historic Places im San Jacinto County führt alle Bauwerke und historischen Stätten im texanischen San Jacinto County auf, die in das National Register of Historic Places aufgenommen wurden.

## Aktuelle Einträge
| Lfd. Nr. | Name                          | Bild | Datum der Eintragung | Adresse/Lage           | Ort        | ID       | Beschreibung |
| -------- | ----------------------------- | ---- | -------------------- | ---------------------- | ---------- | -------- | ------------ |
| 1        | San Jacinto County Courthouse |      | 1. Mai 2003          | #1 TX 150 at Byrd Ave. | Coldspring | 03000332 |              |
| 2        | San Jacinto County Jail       |      | 15. Juli 1980        | Slade and Loyd St.     | Coldspring | 80004148 |              |